# Sweeping
Le sweeping est une technique de jeu de balayage à part entière de la guitare qui consiste à gratter deux ou plusieurs cordes en conservant le même sens d'attaque du médiator, à la différence du strict aller-retour où il faut alterner avec régularité les coups de médiator bas/haut à chaque note produite.
Le sweeping permet d'obtenir une vitesse de jeu beaucoup plus rapide et un son plus fluide, tout en produisant moins d'efforts musculaires.
Cette technique fut créée par le guitariste de jazz fusion Frank Gambale dans les années 1980. Il existe toutefois un précédent par le guitariste Jan Akkerman dans le morceau Hocus Pocus de Focus visible dans le live de 1973 dans le cadre du NBC´s Midnight Special.  Dès 1953 Les Paul joue un phrasé en sweeping  Le guitariste de métal néoclassique Yngwie Malmsteen le popularisera dans le métal pour l'utilisation d'arpèges rapides et cette technique est désormais utilisée par des millions de guitaristes dans le monde, plus particulièrement dans les sons très saturés.
La forme de sweeping la plus compliquée est lorsqu'il faut « balayer » les six cordes de la guitare, ce qui revient souvent à une dextérité et une vitesse hors du commun de la part du guitariste, sachant que le niveau moyen utilisé est sur quatre cordes.
Il faut un certain niveau de pratique de cet instrument et un style de jeu qui nécessite l'utilité du sweeping pour commencer à l'apprendre, c'est l'une des techniques les plus difficiles à la guitare.